# بني عربي عربي
بني عربي عربي (الاسم العلمي: Barbus arabicus)، نوع من أسماك شعاعيات الزعانف يتبع جنس بني عربي يوجد في الوديان في جنوب غرب شبه الجزيرة العربية.